# Мастильниця сійна
Мастильниця сійна (Madia sativa) є видом квіткової рослини з родини складноцвітих, поширених у частинах західної Північної та Південної Америки.

## Поширення
Ареал включає захід Північної Америки (США, Канада) й захід Південної Америки (Аргентина, Чилі). Населяє луки, прогалини в чагарниках і лісах, порушені ділянки, береги струмків, узбіччя. Вид інтродукований до Австралії, сходу США, Європи; зокрема в Україні росте на півдні. 

## Морфологічна характеристика
Рослини (0,3)35–100(240) см. Стебла волосаті й залозисто-запушені, залозки жовтуваті, фіолетові або чорні, бічні гілки рідко перевищують основні стебла. Листкові пластини від широколанцетних до лінійно-видовжених або лінійних, 2–18 см × 3–18(29) мм. Квіткові голови зазвичай скупчені. Філярії волосаті й залозисто-запушені. Променеві квіточки в числі (5)8–13; віночки зеленувато-жовті або інколи багряно-червоні по осі або по всій поверхні, пластинки 1.5–4 мм. Дискові квітки в числі 11–14, двостатеві, плодючі; віночки 2–5 мм, запушені; пильовики ± темно-фіолетові. Ципсели чорні або бурі, іноді плямисті, тьмяні, стислі, бездзьобі. 2n = 32.

## Використання
Насіння їстівне й багате олією, яке можна використовувати як замінник оливкової олії. Олія також використовується в миловарінні.